# Nebetnehat
Nebetnehat („A szikomorfa úrnője”; a név Hathor istennő egy jelzője is volt) ókori egyiptomi királyné a XVIII. dinasztia uralkodásának közepe vagy vége felé. Egy mindeddig azonosítatlan fáraó nagy királyi hitvese volt, neve a Királynék völgyében talált két alabástrom kanópuszedény-töredékről ismert (az egyik, 15 cm-es töredék ma a londoni Petrie Múzeumban található).
Címei: Nagy királyi hitves (ḥmt-nỉswt wr.t), Örökös hercegnő (Irit-patet), Nagy tiszteletben álló (weret-heszut).